# Вайтгауз (Техас)
Вайтгауз (англ. Whitehouse) — місто (англ. city) в США, в окрузі Сміт штату Техас. Населення — 8257 осіб (2020).

## Географія
Вайтгауз розташований за координатами 32°13′22″ пн. ш. 95°13′20″ зх. д. / 32.22278° пн. ш. 95.22222° зх. д. (32.222642, -95.222336). За даними Бюро перепису населення США, в 2010 році місто мало площу 14,01 км², з яких 13,85 км² — суходіл та 0,17 км² — водойми.

## Демографія
Згідно з переписом 2010 року, у місті мешкало 7660 осіб у 2630 домогосподарствах у складі 2141 родини. Густота населення становила 547 осіб/км². Було 2736 помешкань (195/км²). 
Расовий склад населення:
| - 88,9 % — білих - 4,3 % — чорних або афроамериканців - 1,6 % — азіатів - 0,3 % — корінних американців - 0,1 % — вихідців з тихоокеанських островів - 2,5 % — осіб інших рас |

До двох чи більше рас належало 2,2 %. Іспаномовні становили 7,1 % усіх жителів.
За віковим діапазоном населення розподілялося таким чином: 32,5 % — особи молодші 18 років, 59,3 % — особи у віці 18—64 років, 8,2 % — особи у віці 65 років та старші. Медіана віку мешканця становила 32,2 року. На 100 осіб жіночої статі у місті припадало 91,6 чоловіків; на 100 жінок у віці від 18 років та старших — 87,4 чоловіків також старших 18 років.
Середній дохід на одне домашнє господарство становив 73 946 доларів США (медіана — 69 957), а середній дохід на одну сім'ю — 79 070 доларів (медіана — 75 000). Медіана доходів становила 50 909 доларів для чоловіків та 41 648 доларів для жінок. За межею бідності перебувало 10,1 % осіб, у тому числі 17,7 % дітей у віці до 18 років та 4,1 % осіб у віці 65 років та старших.
Цивільне працевлаштоване населення становило 3982 особи. Основні галузі зайнятості: освіта, охорона здоров'я та соціальна допомога — 26,8 %, роздрібна торгівля — 14,4 %, науковці, спеціалісти, менеджери — 12,9 %.